# Половой, Николай Иванович
Николай Иванович Половой — советский хозяйственный, государственный и политический деятель, Герой Социалистического Труда.

## Биография
Родился в 1925 году в селе Покровское. Член КПСС.
Участник Великой Отечественной войны, телефонист взвода управления штаба 92-го гвардейского артиллерийского полка 10-го гвардейского стрелкового корпуса 4-го Украинского фронта. С 1945 года — на хозяйственной, общественной и политической работе. В 1945—1990 гг. — выпускник Азово-Черноморского сельскохозяйственного института, главный агроном колхоза «Миусский» Неклиновского района Ростовской области.
Указом Президиума Верховного Совета СССР от 7 декабря 1973 года присвоено звание Героя Социалистического Труда с вручением ордена Ленина и золотой медали «Серп и Молот».
Заслуженный агроном РСФСР.
Умер в селе Покровское в 1991 году.

## Награды
- Золотая медаль «Серп и Молот» (7.12.1973);
- Орден Ленина (7.12.1973)
- Орден Отечественной войны I степени (11.03.1985).
- Орден Трудового Красного Знамени (23.12.1976)
- Орден Красной Звезды (15.02.1944)
- Орден Славы III степени (7.04.1944)
- Медаль «За трудовую доблесть»
- Медаль «В ознаменование 100-летия со дня рождения Владимира Ильича Ленина» (6 апреля 1970)
- и другими